# Sharon Leal
Sharon Ann Leal (ur. 17 października 1972 w Tucson) – amerykańska aktorka.

## Życie prywatne
Leal urodziła się w Tucson, w Arizonie. Jej matka była Filipinką, a ojciec Afroamerykaninem. Sharon została adoptowana przez Jesse’ego Leala, starszego sierżanta United States Air Force i oficera policyjnego Clark Air Base na Filipinach; w 1972 roku ożenił się z matką Leal, po czym legalnie ją adoptował. Matka aktorki wyszła później ponownie za mąż, za Elmera Manankila, ojca młodszej siostry Leal, Kristiny.
Ze swoim byłym mężem, Bevem Landem, Leal ma syna, Kaia Milesa, urodzonego w 2001 roku. O rozwodzie aktorka poinformowała w wywiadzie dla magazynu Essence.

## Kariera
Kariera Leal rozpoczęła się rolą Dahlii Crede w serialu CBS Guiding Light w latach 1996−1999. W 1998 roku dołączyła ona do obsady Rent. Krótko po tym została wybrana do roli Mimi, aby wziąć udział w pokazach musicalu w San Francisco, które trwały aż do września 1999 roku. W tym samym roku wystąpiła w innym musicalu, Bright Lights, Big City. W latach 2000–2004 Leal grała w serialu Boston Public. Poza tym wcielała się w jedną z drugoplanowych ról w kolejnym serialu, LAX.
Leal zagrała w filmowej adaptacji broadwayowskiego musicalu Dreamgirls jako Michelle Morris. W 2007 roku aktorka wystąpiła w This Christmas, a w 2010 roku w komedii Why Did I Get Married Too?.

## Filmografia

### Filmy
| Rok  | Tytuł                                 | Rola            |
| ---- | ------------------------------------- | --------------- |
| 2000 | Face the Music                        | Tracie          |
| 2006 | Dreamgirls                            | Michelle Morris |
| 2007 | Motives 2                             | Nina            |
| 2007 | Małżeństwa i ich przekleństwa         | Dianne          |
| 2007 | Te święta                             | Kelli Whitfield |
| 2008 | Soul Men                              | Cleo            |
| 2008 | Pogranicze                            | Angela Dixon    |
| 2009 | Limelight                             | Nina            |
| 2010 | Little Murder                         | Jennifer        |
| 2010 | Małżeństwa i ich przekleństwa 2       | Dianne Brock    |
| 2010 | Redemption                            | Jada            |
| 2011 | Nieznany sprawca                      | Jennifer        |
| 2012 | Woman Thou Art Loosed: On the 7th Day | Kari Ames       |
| 2013 | The Last Letter                       | Cathrine Wright |
| 2013 | 1982                                  | Shenae Brown    |
| 2014 | Wolność                               | Vanessa         |
| 2014 | Addicted                              | Zoe             |
| 2016 | 36 Hour Layover                       | Sofia           |
| 2017 | Shot                                  | Phoebe          |
| 2017 | Traces                                | Claudia         |
| 2018 | Amator                                | Nia             |
| 2018 | Bella's Story                         | Kim             |
| 2019 | Paper Friends                         | London          |
| 2020 | Blindfire                             | Nika Wilkins    |
| 2021 | A Holiday Chance                      | Naomi           |
| 2021 | Traces                                | Claudia         |

### Telewizja
| Rok        | Tytuł                                  | Rola                         | Uwagi                      |
| ---------- | -------------------------------------- | ---------------------------- | -------------------------- |
| 1996       | Guiding Light                          | Dahlia Crede                 | 218 odcinków               |
| 1998       | Legacy                                 | Marita                       | 18 odcinków                |
| 2000–2004  | Boston Public                          | Marilyn Sudor                | rola drugoplanowa: 67 odc. |
| 2004–2005  | Las Vegas                              | Nikki i Nina                 | różne role: 2 odcinki      |
| 2004–2005  | LAX                                    | Monique DeSouza              | 3 odcinki                  |
| 2010       | Hellcats                               | Vanessa Lodge                | rola drugoplanowa          |
| 2014, 2016 | Grimm                                  | Zuri Ellis                   | 5 odcinków                 |
| 2016       | Recovery Road                          | Charlotte Graham             | 10 odc.                    |
| 2016       | Dead of Summer                         | Renee Tyler                  | 2 odc.                     |
| 2016–2021  | Supergirl                              | M'gann M'orzz / Miss Martian | rola drugoplanowa          |
| 2018–2019  | The Good Doctor                        | Breeze Browne                | 5 odc.                     |
| 2018–2019  | Instinct                               | Jasmine Gooden               | 21 odc.                    |
| 2020       | Council of Dads                        | Michelle                     | 4 odc.                     |
| 2022       | Słodkie kłamstewka: Grzech pierworodny | Sidney Hayworthe             | 8 odc.                     |

## Nagrody i nominacje
- Asian Excellence Awards
  - 2008, Najlepsza aktorka: This Christmas (wygrana)
  - 2007, Najlepsza aktorka drugoplanowa: Dreamgirls (nominacja)
- Screen Actors Guild Awards
  - 2007, Najlepsza obsada: Dreamgirls (nominacja)